# Henning Friege

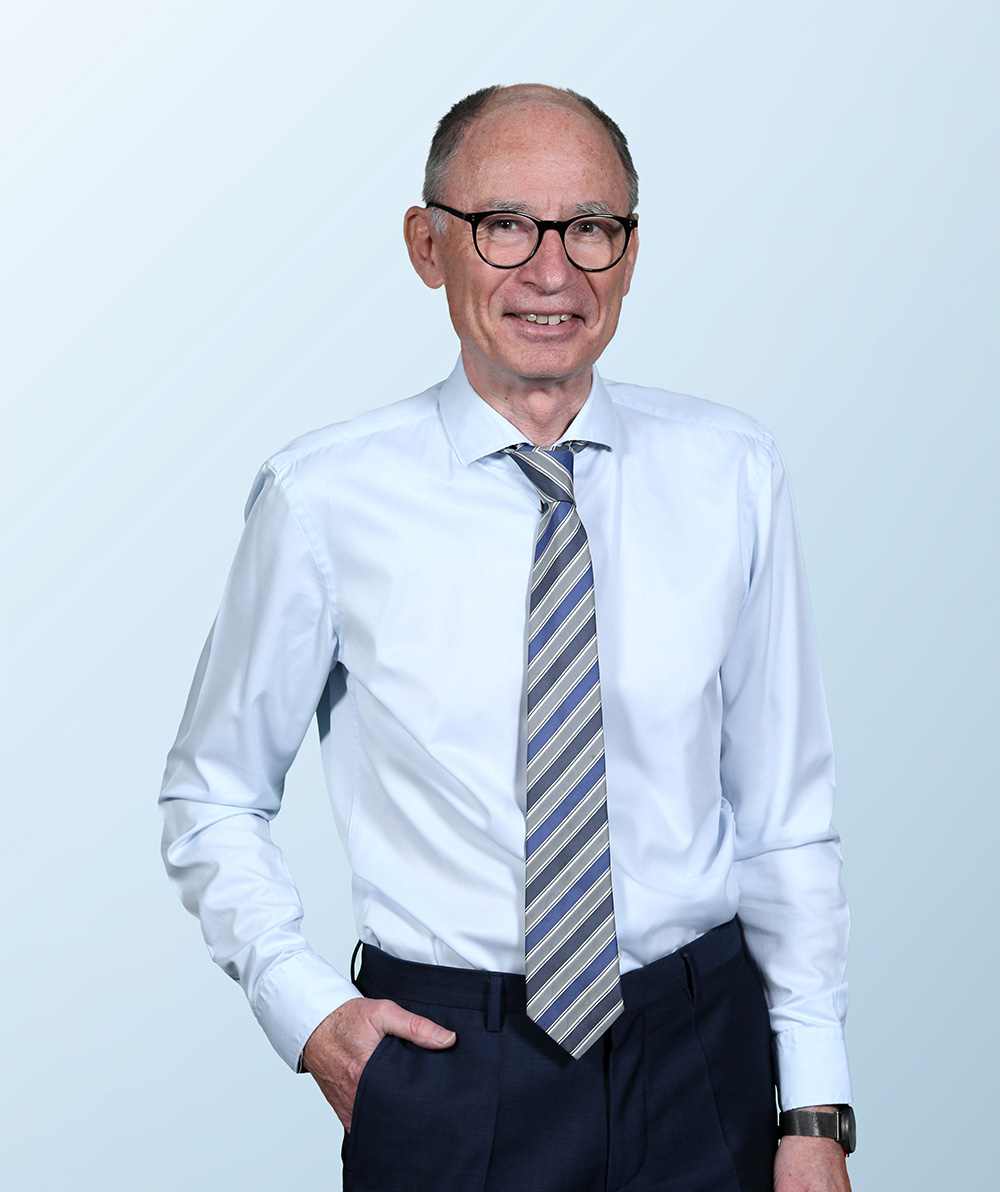
Henning Friege (2025)

Henning Friege (* 1951 in Mülheim an der Ruhr) ist ein deutscher Chemiker, Umweltwissenschaftler und Berater für Nachhaltigkeit. Seit 2013 ist er Privatdozent an der TU Dresden und seit 2015 Honorarprofessor an der Leuphana Universität Lüneburg. Er ist Gründer der N3 Nachhaltigkeitsberatung Dr. Friege & Partner und engagiert sich in zahlreichen wissenschaftlichen und gesellschaftlichen Gremien für nachhaltige Entwicklung und Ressourcenmanagement.

## Leben

### Ausbildung
Henning Friege schloss 1975 sein Studium an der Universität Münster als Diplomchemiker ab. Im Jahr 1978 promovierte er am Organisch-chemischen Institut in Münster bei Martin Klessinger zum Dr. rer. nat. mit einer Dissertation im Bereich der physikalischen organischen Chemie. 2013 habilitierte er sich an der Technischen Universität Dresden im Fach Abfallwirtschaft.

### Werdegang
Von 1975 bis 1980 war Henning Friege Assistent am Organisch-Chemischen Institut der Universität Münster. Anschließend wechselte er 1980 in den Dienst verschiedener Umwelteinrichtungen der Landesverwaltungen in Nordrhein-Westfalen und Hamburg. Von 1986 bis 1990 leitete er die naturwissenschaftliche Abteilung des s.z. Landesamts für Wasser und Abfall Nordrhein-Westfalen. Im Jahr 1990 wählte der Rat der Landeshauptstadt Düsseldorf Henning Friege zum Beigeordneten (Dezernent) für Umweltschutz und öffentliche Einrichtungen. Dieses Amt übte er bis 1998 aus. In dieser Zeit brachte er gemeinsam mit Vertreterinnen und Vertretern benachbarter Städte und Kreise das Konzept der EUROGA 2002 plus auf den Weg, eine Initiative im Rahmen nachhaltiger Regionalentwicklung, mit der historische Gärten und Gebäude saniert, Radwegenetze ausgebaut und neue Erholungsmöglichkeiten für Ballungsräume geschaffen wurden.
Nach Ablauf seiner Amtszeit als Beigeordneter wechselte Henning Friege 1998 als Sprecher der Geschäftsführung zur AWISTA GmbH und übernahm parallel die Rolle des Generalbevollmächtigten der Stadtwerke Düsseldorf AG. Bis 2013 baute er eine Gruppe von Abfallwirtschafts- und Recyclingunternehmen auf.
Im Jahr 2013 wurde Henning Friege nach erfolgreicher Habilitation zum Thema Nachhaltiger Umgang mit nicht erneuerbaren Ressourcen - Stoffstrommanagement als Verbindung zwischen Abfallwirtschaft und Chemiepolitik von der Fakultät für Umweltwissenschaften der Technischen Universität Dresden zum Privatdozenten ernannt. Ein Jahr später gründete er die N3 Nachhaltigkeitsberatung Dr. Friege & Partner, die sich auf Strategien und Projekte zur nachhaltigen Entwicklung spezialisiert hat. Die N3 Nachhaltigkeitsberatung Dr. Friege & Partner ist im Deutschen Nachhaltigkeits-Kodex gelistet. Seit 2012 wirkt er als Mitglied des Energie- und Umweltausschusses der IHK Niederrhein; vorher war er seit 2005 Mitglied des Industrieausschusses der IHK zu Düsseldorf. Die Fakultät für Nachhaltigkeit der Leuphana Universität Lüneburg ernannte Henning Friege 2015 zum Honorarprofessor.
Friege ist Autor und Herausgeber zahlreicher Fachbücher.

## Arbeitsgebiete
Henning Friege beschäftigte sich mit zahlreichen Themenbereichen der nachhaltigen Entwicklung. Dazu zählen das Stoffstrom- und Ressourcenmanagement, die Elektrizitäts-, Wasser- und Abfallwirtschaft sowie die Bewertung von Chemikalien und die Altlastensanierung. Weitere Schwerpunkte bilden das Umweltmanagement und das Umweltmonitoring, insbesondere im Hinblick auf Wasser- und Abfallanalytik. Seine aktuellen Forschungsinteressen umfassen Fragen der zirkulären Ökonomie, das Management nicht erneuerbarer Ressourcen, Fragen des Ökodesigns von Produkten und ein nachhaltiges Management von Unternehmen sowie Nachhaltigkeitsberichterstattung (CSRD). Hinzu kommen Studien zum internationalen Chemikalienmanagement.

## Umweltpolitisches Engagement
Von 1971 bis 1973 gehörte Friege als studentisches Mitglied dem Senat der Universität Münster an und war von 1972 bis 1973 Vorsitzender des Allgemeinen Studentenausschusses (AStA). 1975 und 1979 wurde er für die SPD in den Rat der Stadt Münster gewählt, dem er bis 1980 angehörte: dort engagierte er sich u. a. für Umweltschutz und Naturschutz. Von 1980 bis 1992 war er Mitglied des Wissenschaftlichen Beirats des Bunds für Umwelt und Naturschutz Deutschland (BUND). Durch seine Kritik an gefährlichen Chemikalien und Produktionsverfahren und der Entwicklung politischer Ideen zum Management von Stoffströmen wurde er ein Wegbereiter des chemiepolitischen Dialogs.
Der Deutsche Bundestag berief ihn auf Vorschlag der SPD-Fraktion als Sachverständigen in zwei Enquête-Kommissionen. Die erste Kommission veröffentlichte 1994 den Bericht „Die Industriegesellschaft gestalten – Perspektiven für einen nachhaltigen Umgang mit Stoff- und Materialströmen“ (BT-Drs. 12/8260). Die zweite Kommission legte 1998 den Bericht „Konzept Nachhaltigkeit: Vom Leitbild zur Umsetzung“ (BT-Drs. 13/11200) vor.
2010 war er Mitbegründer der Initiative „Zukunft durch Industrie“ für eine nachhaltige Entwicklung der Industriegesellschaft. Von 2014 bis 2025 war er auf Vorschlag der SPD Mitglied des Ausschusses für Liegenschaften und Wirtschaftsförderung der Stadt Voerde (als sachkundiger Bürger). 2015 wurde er vom Rat für Nachhaltige Entwicklung mit dem „Challenger Report“ Ressourcenmanagement und Siedlungsabfallwirtschaft (RNE Texte Nr. 48) beauftragt. 2017 wurde Henning Friege für seine Lehrveranstaltung „Nachhaltiges Abfallmanagement“ von der Leuphana Universität Lüneburg mit dem Lehrpreis ausgezeichnet.

## Publikationen (Auswahl)
Dr. Henning Friege ist Mitherausgeber wissenschaftlicher Zeitschriften, u. a. Subject Editor für „Environmental Sciences Europe“ und Section Board Member der Zeitschrift „Sustainability“.

### Publikationen – Wasser-, Abfall- und Bodenanalytik
- H. Friege: Monitoring of the River Rhein — Experience Gathered from Accidental Events in 1986. In: Organic Micropollutants in the Aquatic Environment. Springer Netherlands, Dordrecht (1988)[31]

### Publikationen – Abfallwirtschaft
- H. Friege, Dr. Christian Schmidt: Grundlegende Reform des Recyclings von Leichtverpackungen. I. Eckpunkte für eine Novellierung der Verpackungsverordnung, Müll und Abfall 31, 412-418 (1999)[32]
- Dr. Uwe Lahl, Dr. Christian Schmidt, Dr. Henning Friege: Grundlegende Reform des Recyclings von Leichtverpackungen. II. Ökobilanzierung der Verwertung von Leichtverpackungen, Müll und Abfall 32, 271-282 (2000)[33]
- H. Friege and A. Fendel: Competition of Different Methods for Recovering Energy from Waste, Waste Management & Research 29 (10 S), 30-38 (2011). Müll-Handbuch (Hrsg: Bilitewski, Schnurer,  Zeschmar-Lahl), KZ. 0170, Lfg. 2/07 (2007)[34]
- H. Friege: Resource recovery from used electric and electronic equipment: Alternative options for resource conservation, Waste Management & Research 30 (9), S3-S16 (2012)[35]
- H. Friege: The role of waste management in the control of hazardous substances: Lessons learned. Environmental Sciences Europe (2012)[36]
- H. Friege: Separate Collection of Waste Fractions – Economic Opportunities and Problems In Dornack C, Maletz R, Ziyang L (Eds.): Source Separation and Recycling – Implementation and Benefits for a Circular Economy, 11-30 (2018), ISBN 978-3-319-69071-1, Springer International Publishing (2018)[37]
- H. Friege, B. Zeschmar-Lahl, A. Borgmann: Managing Cd Containing Waste — Caught by the Past, the Circular Economy Needs New Answers, Recycling, 3, 18 (2018)[38]
- H. Friege: Wertschöpfungsketten in einer nachhaltigen Abfallwirtschaft. I. Was ist nachhaltige Abfallwirtschaft? Müll und Abfall 50 (10), 516-525 (2018)[39]
- H. Friege Wertschöpfungsketten in einer nachhaltigen Abfallwirtschaft. II. Anwendung des Indikatoren-Satzes auf aktuelle Fragestellungen Müll und Abfall 52 (4), 190-198 (2020)[40]
- H. Friege and K. Kümmerer: Practising Circular Economy: Stumbling Blocks for Circulation and Recycling. In “The Impossibilities of the Circular Economy - Separating Aspirations from Reality” (Eds.: Harry Lehmann, Christoph Hinske, Victoire de Margerie, and Aneta Slaveikova Nikolova), 259 - 271, Routledge; ISBN 978- 1- 032- 15443- 5 (2022)[41]
- J. H. Seelig, M. Baron, H. Friege, F. Hansen, M. Faulstich Ressourcen- und Klimaschutz durch Kreislaufwirtschaft In M. Kranert (Hrsg.): Einführung in die Kreislaufwirtschaft, 6. Auflage, S. 55-84, Springer Verlag, ISBN 978-3-658-41710-9 (2024)[42]

### Publikationen zu Umweltpolitik, Umweltrecht und Stoffstrommanagement
- H. Friege: Siedlungsabfallwirtschaft und Ressourcenmanagement, Challenger Report, Hrsg.: Rat für Nachhaltige Entwicklung, Texte Nr. 48, Berlin (2015).[43]
- H. Friege, A. Förster, B. Zeschmar-Lahl: Bundling of Expertise in the area of Sustainable Chemistry: Conceptualization and Establishment of an International Sustainable Chemistry Collaborative Centre, UBA Texte 110/2017, Dessau (2017)[44]
- H. Friege, B. Kummer, K. G. Steinhäuser, J. Wuttke, B. Zeschmar-Lahl: How should we deal with the interfaces between chemicals, product and waste legislation? Environmental Sciences Europe 31: 51 (2019)[45]
- H. Friege, N. Feldwisch, I. Fuhrmann, A. Friege, W. König, S. Jürgens, D. Obladen: Strategien und Handlungsempfehlungen für die Bodenschutzpolitik der 20. Legislaturperiode, UBA Texte 140/2022, ISSN 1862-4804, Dessau (2022)[46]
- D. Cohors-Fresenborg, H. Friege, A. von Gleich, Ja. Kuhlmann, V. Molthan, M. Große-Ophoff, W. Körner, K.G. Steinhäuser, Redaktion: R. Ahrens: Nachhaltige Stoffpolitik zum Schutz von Klima und Biodiversität Hrsg.: BUND, Berlin (2021)[47]
- R. H. Ahrens, H. Brunn, P. Cameron, D. Cohors-Fresenborg, M. Fernandez, 	H. Friege. A. von Gleich, M. Große-Ophoff, B. Jacobs, J. Korduan, W. Körner,  J. Kuhlmann, K. Kümmerer, St. Lips, V. Moltan, U. Schneidewind, E. Scholl, K. G. Steinhäuser: Challenges for a Sustainable Chemicals and Materials Policy. The need for transformation on a global context, BUND Friends of the Earth Germany, Position Paper 69, Berlin, (2023)[48]
- H. Friege, E. Heidbüchel, B. Zeschmar-Lahl Indicators for sustainable management of chemicals - Contributions to upcoming development work under the new Global Framework for Chemicals, UBA-Texte 79 (2024)[49]

### Publikationen – Umweltchemikalien / Sustainable Chemistry
- H. Friege und A. Poppe: Environmental Behaviour of Me-PCDMs in Comparison with PCBs, I. Pyrolysis Experiments, Chemosphere 18, 1199 - 1206 (1989)[50]
- H. Friege: Sustainable Chemistry – a Concept with Important Links to Waste Management. Sustainable Chemistry and Pharmacy 6, 57-60 (2017)[51]